# 大下菜摘
大下菜摘（日语：／ Ōshita Natsumi，1993年9月22日—），日本女性配音員。出身於岡山縣。身高158cm。A型血。

## 來歷
大下菜摘並不是在高中2年級左右就決定要成為一名配音員，而且由於她和母親獨自生活，所以有時會與母親爭吵。但是，她熱愛動畫，所以她開始打工來支付專門學校的學費，甚至申請了試讀。
大阪動畫專門學校動畫聲優科畢業。
在WITH LINE、NEW WORLD PRODUCTIONS、Moulin Rouge Production工作之後，現預留Office Anemone。
她非常熱愛表演，每天都會在電視前模仿劇中的人物。

## 人物
她與今村彩夏同屬一家經紀公司，自專門學校時期起就一直是朋友。她和渡邊遙也是好朋友。
興趣、特長：逛咖啡店、散步、籃球、岡山方言。她從小學習書法，技藝精湛，曾在展覽會上獲得認可。她也擅長穿著和服。
她喜歡吃東西，並表示自己更喜歡細長的拉麵，在搬到東京之前，她喜歡吃味噌拉麵。

## 演出
粗體字表示主要角色。

### 電視動畫
2015年
- 新妹魔王的契約者（女學生）
- 與魔共舞（女學生）

2020年
- 龍族拼圖（女性）

2021年
- 怪物事變（小孩）

2022年
- 打工吧!! 魔王大人（Pink）

2023年
- 重生者的魔法一定要特別（藍月成員）

2024年
- 夢想成為魔法少女（女性、辣妹A）
- 亂馬½ (2024年版)（弘子）

### 遊戲
2014年
- 我家公主最可愛（獸使姬 提拉·貝斯提）
- 妖怪百姬（野篦坊、片輪車）

2015年
- 絕對迷宮：祕密的拇指公主（艾法 等）
- 輝星的反叛（日语：輝星のリベリオン）（埃斯特爾、雪赫拉莎德）

2016年
- 英國偵探推理 The Crown（日语：英国探偵ミステリア）（艾蜜莉·懷特利[10]）

2017年
- BLESS（日语：BLESS (オンラインゲーム)）（雅妮妲·瑞傑斯）

2019年
- 乙女劍武藏（本乙女[11]）

2020年
- 企業☆女孩（莉莉絲·李）
- 潘朵拉的回音（日语：エコーズオブパンドラ）（九八式輕戰車 等[12][13]）

2021年
- 怪物彈珠（2021年—2022年，艾爾瑪·盧[14]）
- 閃亂忍忍忍者大戰戰機少女 -少女們的響艷-（雙工、全雙工[15]）
- 妖精之球（藍莓[16]）

2022年
- 超次元游汐 戰機少女 Sisters vs Sisters（亨利[17]）
- 問答RPG 魔法使與黑貓維茲（艾特納）
- 逆轉奧賽羅尼亞（日语：逆転オセロニア）（蓋伊·博格）

### 廣播劇CD
- 普通女高中生要做當地偶像（廣播）
- Saison Printemps 春
- 男娘魅力的覺醒睡不著CD（日语：眠れないCDシリーズ）（女教師[18]）
- 罌粟花裙（佐佐木[19]）
- 為那女孩獻上吻與白百合（日语：あの娘にキスと白百合を）（伽耶）
- 箱之中/檻之外（堂野穗花、女性）
- 海之涙（旁觀者斐濟）

### 外語配音

#### 電視影集
- 畸變（英语：Freakish (TV_series)）（2017年，皮波）※Hulu發佈版。

### 有聲劇場
- （2022年，藤澤學姊，YouTube）[20]

### 數位漫畫
- UULA（日语：UULA）「我的初戀情人」（2014年，田村結子）

### 舞台
- MANIAX Act Performance Live—飾 穗村可憐
  - Odd Love Story ～愛情故事～ SF1x（2017年6月22日—25日，神田SpaceCUBE）
  - Promising Cage ～籠中鳥～ SF2x（2017年10月12日—15日，神田SpaceCUBE）
  - Unusual Love Story ～SP0x～（2018年4月12日—14日、5月6日，神田SpaceCUBE／4月30日，赤坂CHANCE劇院）
  - dist ～SF2.5x～（2018年12月14日—16日，神田SpaceCUBE）
  - Collapthree ～SF3x～（2019年2月14日—17日，下北澤亭咖啡廣場）
  -  ～SFR1x～（2020年1月15日—19日，下北澤亭咖啡廣場）
- 八重樫良友的一人芝居 ～新選組夜想曲～（2017年12月16日、17日，神田SpaceCUBE）—聲音演出
- K-FARCE 2018年冬季公演「卡西瑪什！」（2018年11月14日—19日，風姿花傳劇場（日语：シアター風姿花伝））—飾 黑天使
- KARASAWA幕末劇「騙子阿扇」（2019年1月10日—14日，淺草六區夢町劇場）—飾 沖田總司[21]
- 現場閱讀「Voice Café」
  - Voice Café vol.8 ～與秋天有關的EXTRA～（2017年9月29日—10月1日）—B演員
  - Voice Café vol.10 ～Voice Cafesta!!～（2019年6月14日—16日，南大塚大廳）—B演員[22]
- 朗讀劇「罪之森」（2020年11月6日—8日，Cofrelio新宿劇場）—飾 鴉：Junior
- 人狼 現場表演劇場「人狼TLPTO V」
  - 新秀公演「人狼TLPTO V」（2024年8月13日、18日、20日，上野STORE HOUSE（日语：上野ストアハウス））[23]
  - 人狼TLPT O Ⅵ CRUISE（2025年5月2日—11日，風姿花傳劇場）[24]

### 廣播節目
※記號表示網路廣播。
- 今村彩夏與大下菜摘的YAKARA NIGHT RADIO（2015年，niconico頻道「WITH LINE頻道）※
- 茉希、菜摘、夢奈的睡不著電台（2015年—2016年，niconico頻道「Voice-Style頻道」）※
- 聖馬賽女學院 （页面存档备份，存于）（2018年，niconico頻道「花梨頻道（日语：花梨エンターテイメント）」、SHOWROOM）※[25]
- 戀愛遂行協議會 （页面存档备份，存于）（2018年，niconico頻道「花梨頻道」、SHOWROOM）※[26]

## 外部連結
- 大下菜摘的X（前Twitter） （日語）
- 大下菜摘｜Office Anemone （日語）
- 大下菜摘｜Moulin Rouge Production，存于 （日語）
- 大下菜摘｜NEW WORLD PRODUCTIONS，存于 （日語）